# Leigh Habler
Leigh Christine Habler (Sídney, 29 de abril de 1976) es una deportista australiana que compitió en natación y salvamento acuático.
Ganó una medalla de bronce en el Campeonato Mundial de Natación en Piscina Corta de 1995, en la prueba de 200 m espalda. Participó en los Juegos Olímpicos de Barcelona 1992, ocupando el octavo lugar en la misma prueba.
Además, en salvamento acuático consiguió dos medallas de oro en los Juegos Mundiales de 2001.

## Palmarés internacional
| Campeonato Mundial en Piscina Corta | Campeonato Mundial en Piscina Corta | Campeonato Mundial en Piscina Corta | Campeonato Mundial en Piscina Corta |
| Año                                 | Lugar                               | Medalla                             | Prueba                              |
| ----------------------------------- | ----------------------------------- | ----------------------------------- | ----------------------------------- |
| 1995                                | Río de Janeiro (Brasil)             | Medalla de bronce                   | 200 m espalda                       |